# The Shadow (filme de 1933)
The Shadow é um filme de mistério produzido no Reino Unido dirigido por George A. Cooper e lançado em 1933.